# Coelogyne genuflexa
Coelogyne genuflexa é uma espécie de orquídea epífita, família Orchidaceae, originária de Sabah, em Borneu.